# Castello di Gola Dzierżoniowska
Il castello di Gola Dzierżoniowska è ubicato nell'omonima frazione, nel comune di Niemcza nel distretto di Dzierżoniów, nel voivodato della Bassa Slesia, nel sud-ovest della Polonia. Si trova 4 km a nord-ovest di Niemcza, 18 km ad est di Dzierżoniów e 47 km a sud di Breslavia.

## Storia
Il castello venne costruito nel 1580 da Leonard von Rohnau utilizzando del granito per l'intera costruzione. Il sito in cui sorge è abitato da circa l'anno 1000.
L'originale manufatto in stile rinascimentale venne ampliato intorno al 1600-1610. Dopo esser passato attraverso diverse trasformazioni, agli inizi del XVIII secolo, è stato definitivamente restaurato alla fine del XX secolo.
Purtroppo, il castello fu parzialmente distrutto nel 1945 e gli ultimi proprietari, la famiglia von Prittwitz und Gaffron, dovette abbandonarlo dopo la seconda guerra mondiale. In seguito, a poco a poco il castello cadde in rovina.
Anche il parco che circonda la proprietà andò in rovina. Tuttavia, sia il Castello che il parco sono ora sotto una rigorosa protezione. Il castello è di particolare interesse perché si tratta di uno dei castelli più antichi e più grandi costruiti in stile rinascimentale in questa regione.

## Architettura

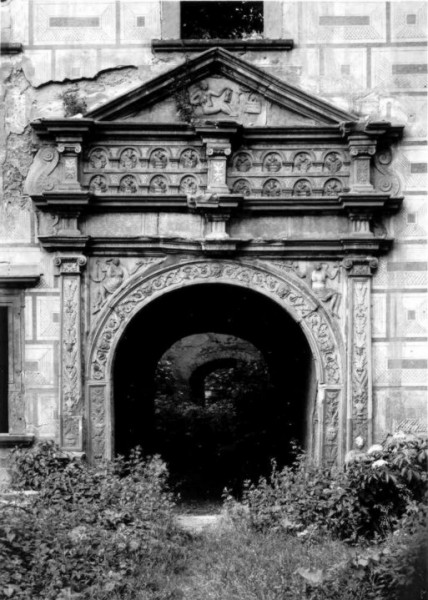
Portale del Castello di Gola

Il castello rinascimentale di Gola venne eretto su una scarpata di pietra nel 1580 da Leonard von Rohnau - ciò è confermato dall'iscrizione incisa sopra l'ingresso principale: "IN GOTTES NAMEN. DEN 23. FEBRVAR ANNO 15 IM ACHZIGSTEN IAR LEONARD VON ROHNAV DES BAUES ANFANG MACHT VND DIES IAR VNDERS DACH VORBARCHT: GOTT SEI DANK" ("In nome di Dio, Amen Il 29 febbraio 1580 Leonard von Rohnau iniziò la costruzione e grazie a Dio la coprì con un tetto") - molto probabilmente sul sito di una costruzione più antica. Il castello medievale aveva un carattere difensivo, come dimostra la ripida scarpata sul lato occidentale, il fossato con l'acqua ad est, e le pareti in pietra doppia che circondano l'edificio.
Il castello era un edificio a pianta quadrangolare con un cortile interno. Un tiglio di 300 anni cresce ancora nel bel mezzo del cortile. All'inizio del XVII secolo è stata aggiunta una torre all'angolo orientale della costruzione. Da allora la struttura dell'edificio non è variata.
Sulla facciata vi è un bel portale e le pareti esterne sono decorate a sgraffito.

## Parco
Il parco si trova sotto il livello del castello. Nei suoi 13 ettari vi sono oltre 1600 alberi appartenenti a circa 35 specie diverse provenienti da tutto il mondo. Esiste un grande sistema di irrigazione per la cura del parco. Il fiume Gola, che attraversa il parco, forma sette piccoli stagni. L'atmosfera creata dai laghetti e dalla vegetazione rimane ancora oggi, anche se in molti degli stagni la vegetazione e molto cresciuta nel corso degli anni.
Il Parco ha una diversità molto ricca di flora e fauna. Il sentiero principale che porta nella parte superiore del parco, dove sorge il castello, è circondato da faggi centenari.
L'ultimo inventario della flora presente nel parco è stato realizzato nell'autunno 2001. Sono stati inventariati 1619 alberi e 36 specie diverse.

## Ricostruzione
Un intenso lavoro di ricostruzione è stato realizzato negli anni 2000 dal programma "Cultural Heritage" del Ministero della Cultura e del Patrimonio Nazionale.

## Hotel, Spa e Ristorante
Nel 2013, il castello di Gola divenne un hotel di lusso, spa e ristorante: Uroczysko 7 stawów - Sanctuary 7 Laghi. Per ulteriori informazioni, vedere: http://www.uroczysko7stawow.com
|                     |               |
| Condizioni iniziali | Stato attuale |